# یوگتا بالی
یوگتا بالی (به انگلیسی: Yogeeta Bali) (زاده ۱۳ اوت ۱۹۵۲) بازیگر هندی است.
از فیلم‌هایی که وی در آن نقش داشته است می‌توان به لیلا اشاره کرد.

## فیلم‌شناسی
فهرست برخی از فیلم‌هایی که یوگتا بالی در آنها به ایفای نقش پرداخته است:
- لیلا
- دوست خان
- مار
- در آن طرف دریاچه
- مردم حولدار
- محبوبه
- کرم من دین من
- عمو و برادرزاده
- تاج‌گذاری
- این عشق آسان نیست
- همسر و همسر
- سلام خانم
- مال خودم
- اجنبی
- آقای بنارسی
- بی‌شخصیت
- یک تعامل مختصر
- نگهبان